# Donne senza nome
Donne senza nome è un film del 1950 diretto da Géza von Radványi.
Ha avuto distribuzione dal 23 marzo 1950.

## Trama
Il regista ungherese narra le vicende vere accadute nell'immediato dopoguerra, riguardanti numerose donne, di diverse nazionalità, che provengono da vari paesi dell'Europa, raccolte nel campo di concentramento Casa Rossa di Alberobello.
Anna Petrovic è una giovane vedova originaria della Jugoslavia che aspetta un bambino, ed è rinchiusa nel campo. Il marito della donna, padre del bambino e prigioniero di guerra, viene ucciso da mano ignota.
Un giorno, la donna tenta di fuggire dalla prigionia, con l'aiuto di una ragazza francese di nome Yvonne, anch'essa detenuta nel campo profughi in Puglia, ma - durante la fuga - Anna viene colta dalle doglie e dà alla luce il bambino. Durante il parto, la donna muore.
Il brigadiere Zanini ode i vagiti del neonato. Questo militare, che ha perso moglie e figlio, mente al proprio superiore dichiarando che il figlio è suo. Per questo il brigadiere viene costretto a rinunciare alla propria carriera, ma si prenderà cura del bambino.

## Produzione
Il film è stato prodotto con il titolo completo Donne senza nome - Le indesiderabili. La location è con certezza il Comune di Alberobello. Secondo lo studioso Vito Attolini "La scelta della cittadina pugliese fu dettata da esigenze di ambientazione reale, tipiche del cinema neorealista."
La pellicola è tra le prime ad essere state girate in Puglia.